# بیکسبی (تگزاس)
بیکسبی (به انگلیسی: Bixby) یک منطقهٔ مسکونی در ایالات متحده آمریکا است که در شهرستان کمرون، تگزاس واقع شده‌است. بیکسبی ۴٫۳ کیلومتر مربع مساحت و ۵۰۴ نفر جمعیت دارد و ۱۸ متر بالاتر از سطح دریا واقع شده‌است.